# چهارباغ (شمیرانات)

منزل قدیمی حاج علی هدهدی (اولین خانه آجری لواسان بزرگ) - چهارباغ لواسان بزرگ - تابستان ۱۳۸۷

نمایی از چهارباغ لواسان بزرگ - تابستان ۱۳۸۷

نمایی از چهارباغ لواسان بزرگ - تابستان ۱۳۸۸

چهارباغ نام یکی از مناطق و روستاهای ییلاقی، کوهستانی و خوش آب و هوای دهستان لواسان بزرگ بخش لواسانات شهرستان شمیرانات استان تهران است که در دامنه سرسبز رشته‌کوه‌های البرز و در فاصله ۱۴ کیلومتری از مشرق شهر لواسان مرکز بخش لواسانات، ۱۹ کیلومتری شمالشرقی تهران، ۹ کیلومتری شمال‌غربی پردیس و ۳۵ کیلومتری جنوب‌غربی قله دماوند قرار دارد.
مردم چهارباغ به ترکیبی از زبان تاتی و زبان مازندرانی با لهجه لواسانی صحبت می‌کنند.

## توپوگرافی
چهارباغ در دامنهٔ رشته کوه البرز و در ارتفاع ۱۶۰۰ تا ۱۸۰۰ متری از سطح دریا، در ۱۹ کیلومتری شمالشرقی تهران، ۹ کیلومتری شمال‌غربی پردیس و ۳۵ کیلومتری جنوب‌غربی قله دماوند قرار دارد.

## جمعیت
این روستا دارای ۷۰۰ تا ۱۰۰۰ نفر (تخمینی) سکنه می‌باشد.

## اقوام
چهارباغ دارای چهار قوم اصلی هدهدی، طلایی، هادیان و محمدیان می باشد.

## شغل اهالی
اهالی ساکن ثابت چهارباغ بیشتر به کشاورزی و دامداری مشغولند.

## محصولات کشاورزی
گردو، سیب، گیلاس، آلبالو، خرمالو، زردآلو، هلو، آلو، انگور، گوجه سبز، بادام، فندق، توت، بِه و ازگیل مهمترین محصولات کشاورزی چهارباغ لواسان بزرگ هستند.

## آثار دیدنی
آستان امامزادگان فضل و فاضل مربوط به سدهٔ ۱۰ و ۱۱ ه. ق. است و در شهرستان شمیرانات، بخش لواسانات، چهارباغ لواسان بزرگ واقع شده و این اثر در تاریخ ۱ مهر ۱۳۸۲ با شمارهٔ ثبت ۱۰۳۶۵ به‌عنوان یکی از آثار ملی ایران به ثبت رسیده است.
البته مسجد و حسینیه این روستا را نمی توان فراموش کرد. حسینیه این روستا که در سال ۱۳۲۱ به همت مرحوم حاج‌آقا هدهدی بنانهاده شده، جزو باسابقه‌ترین حسینیه های ایران است  
- اراضی کلبه دره یا بام چهارباغ که تمامی منطقه چهارباغ را در یک نما در خود جای داده است.
- حسینیه چهارباغ

## نگارخانه

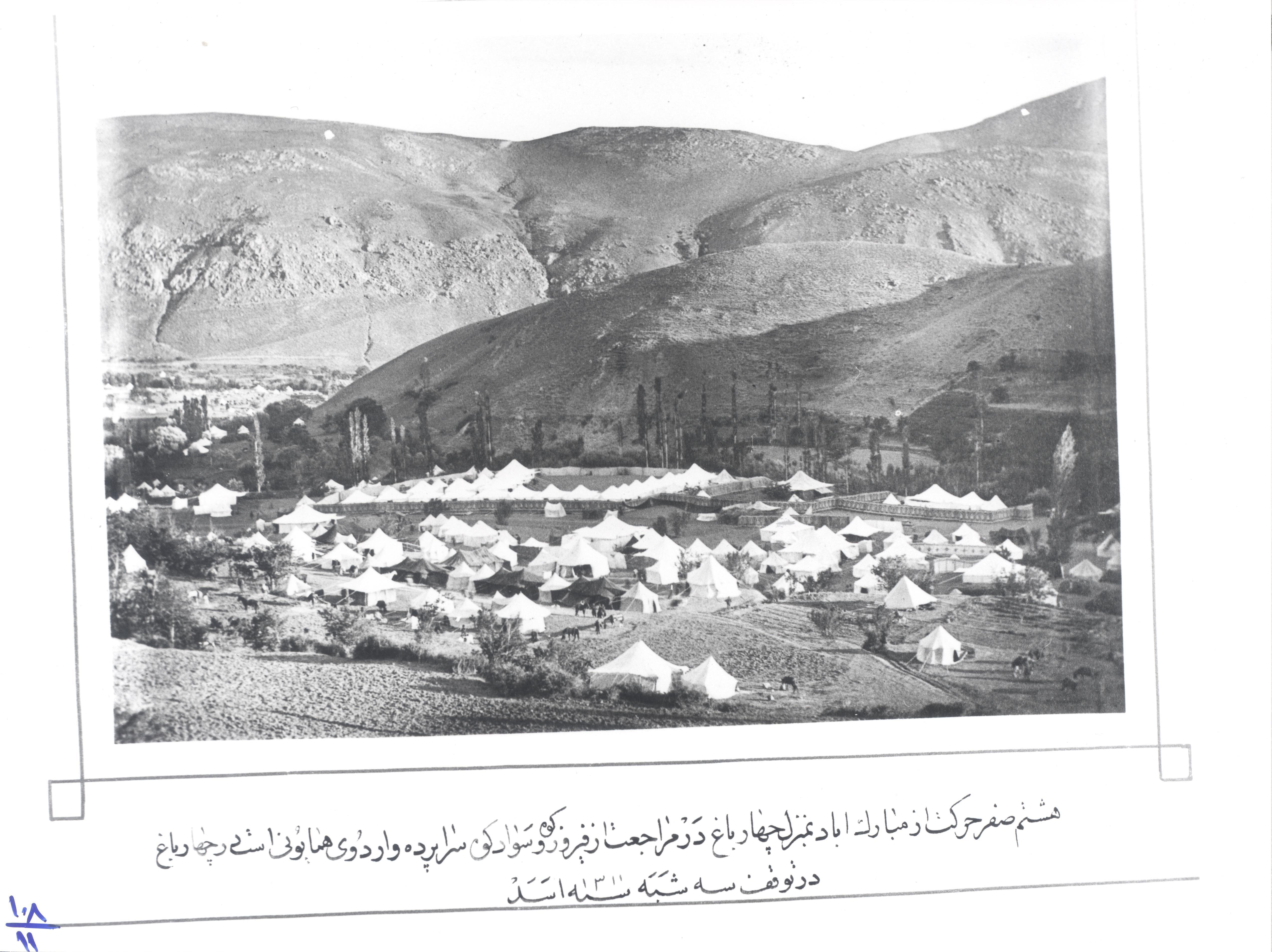
اردوی ناصرالدین‌شاه در چهارباغ در سال ۱۲۷۲ خورشیدی
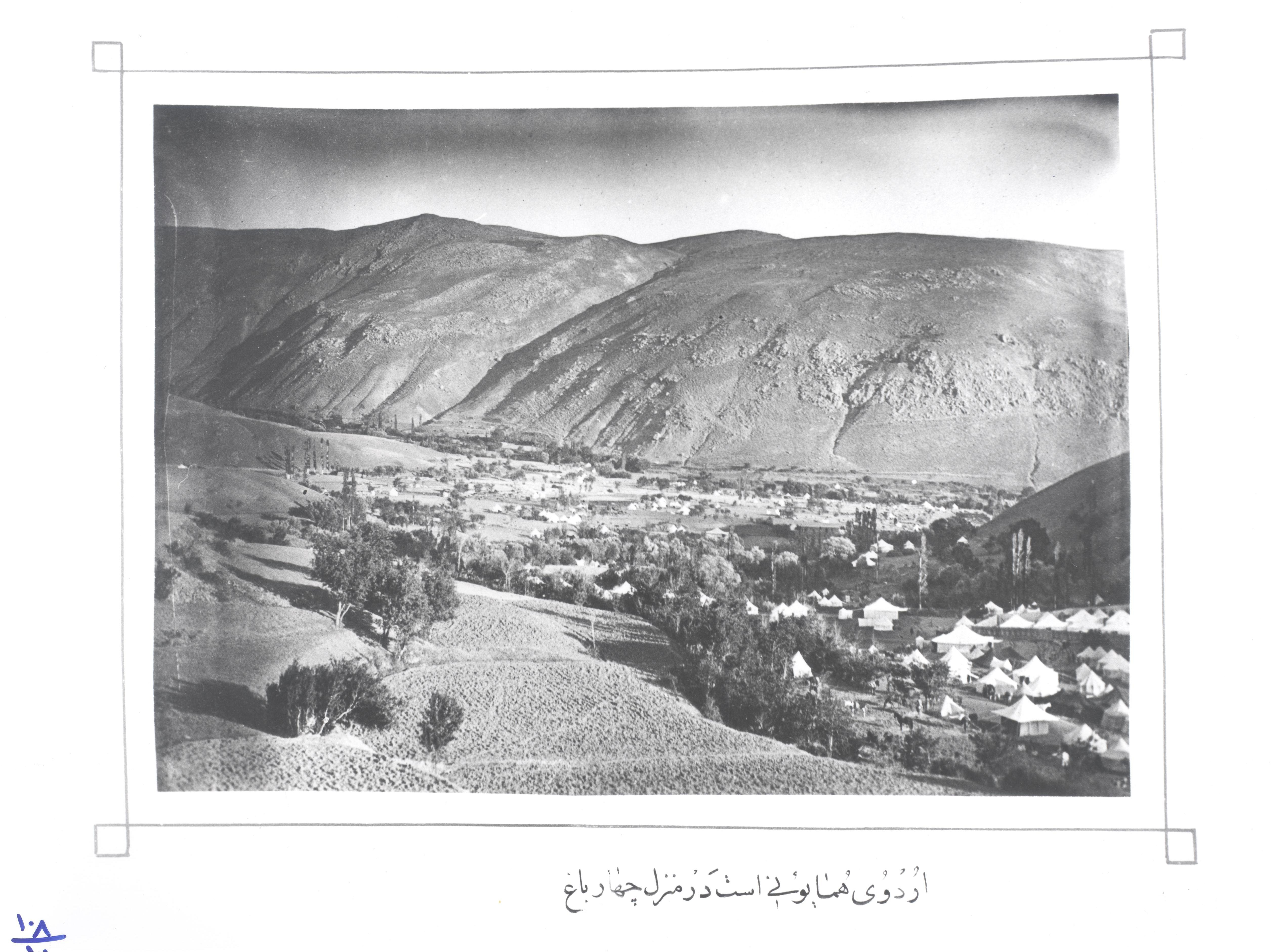
اردوی ناصرالدین‌شاه در چهارباغ در سال ۱۲۷۲ خورشیدی
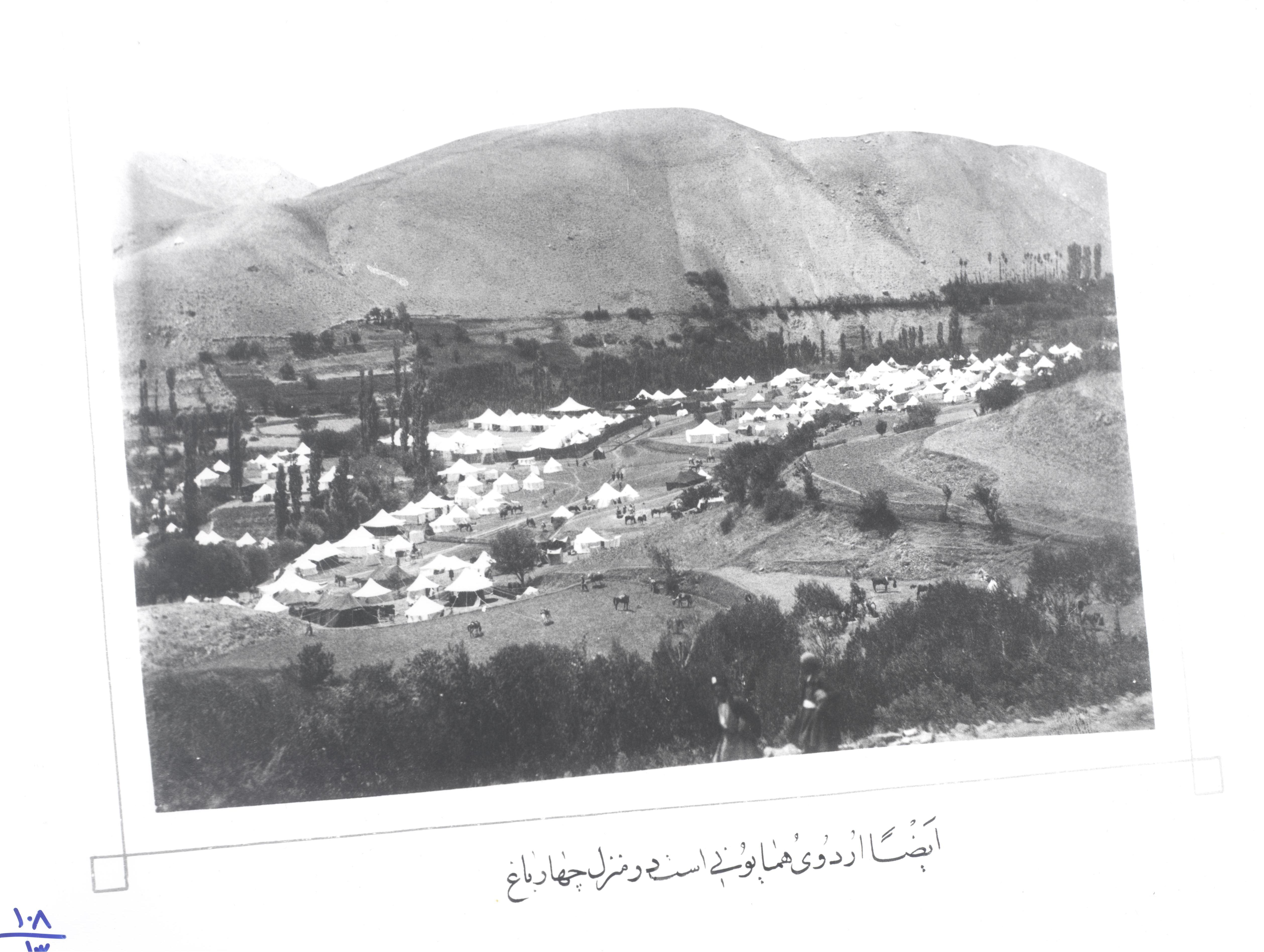
اردوی ناصرالدین‌شاه در چهارباغ در سال ۱۲۷۲ خورشیدی
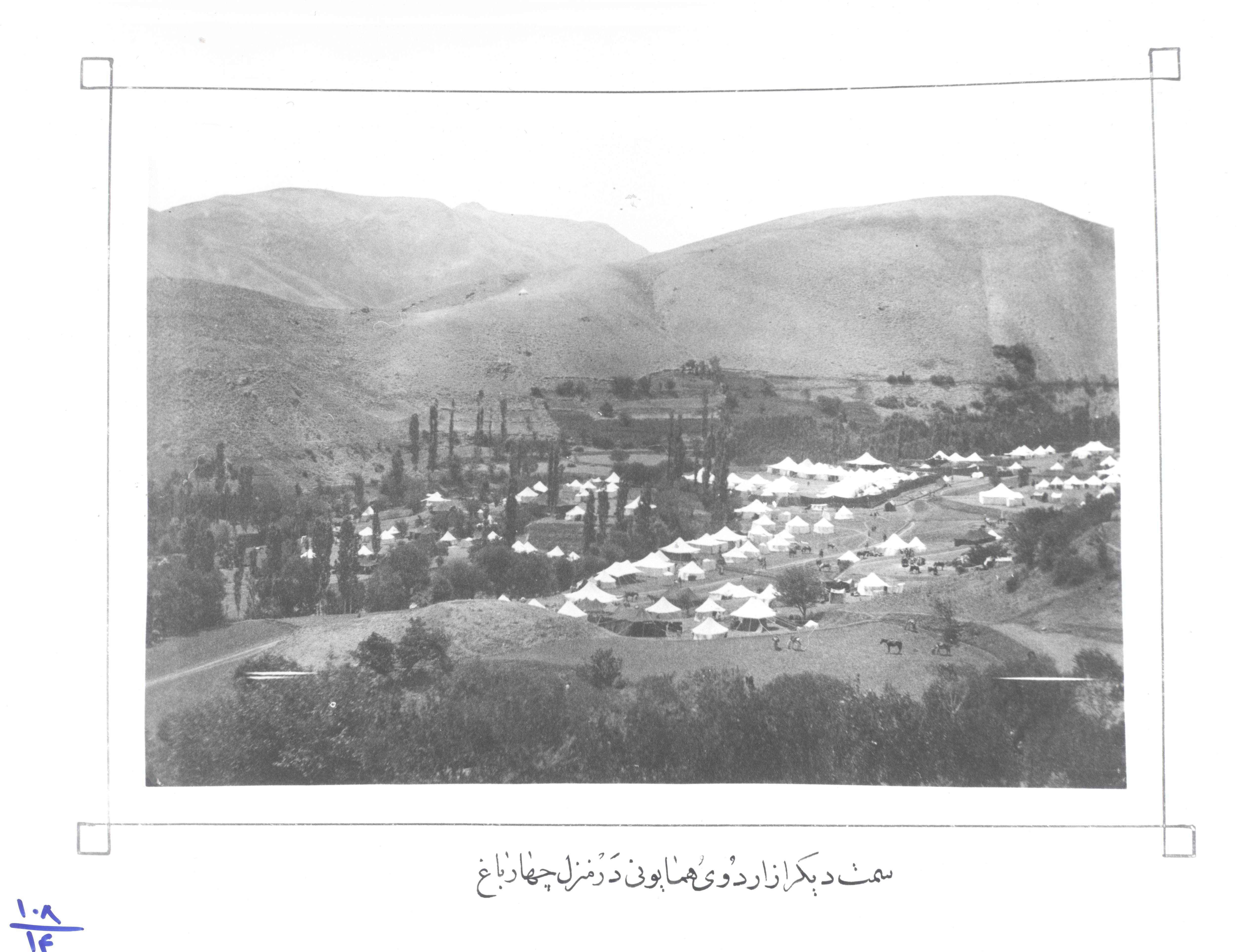
اردوی ناصرالدین‌شاه در چهارباغ در سال ۱۲۷۲ خورشیدی
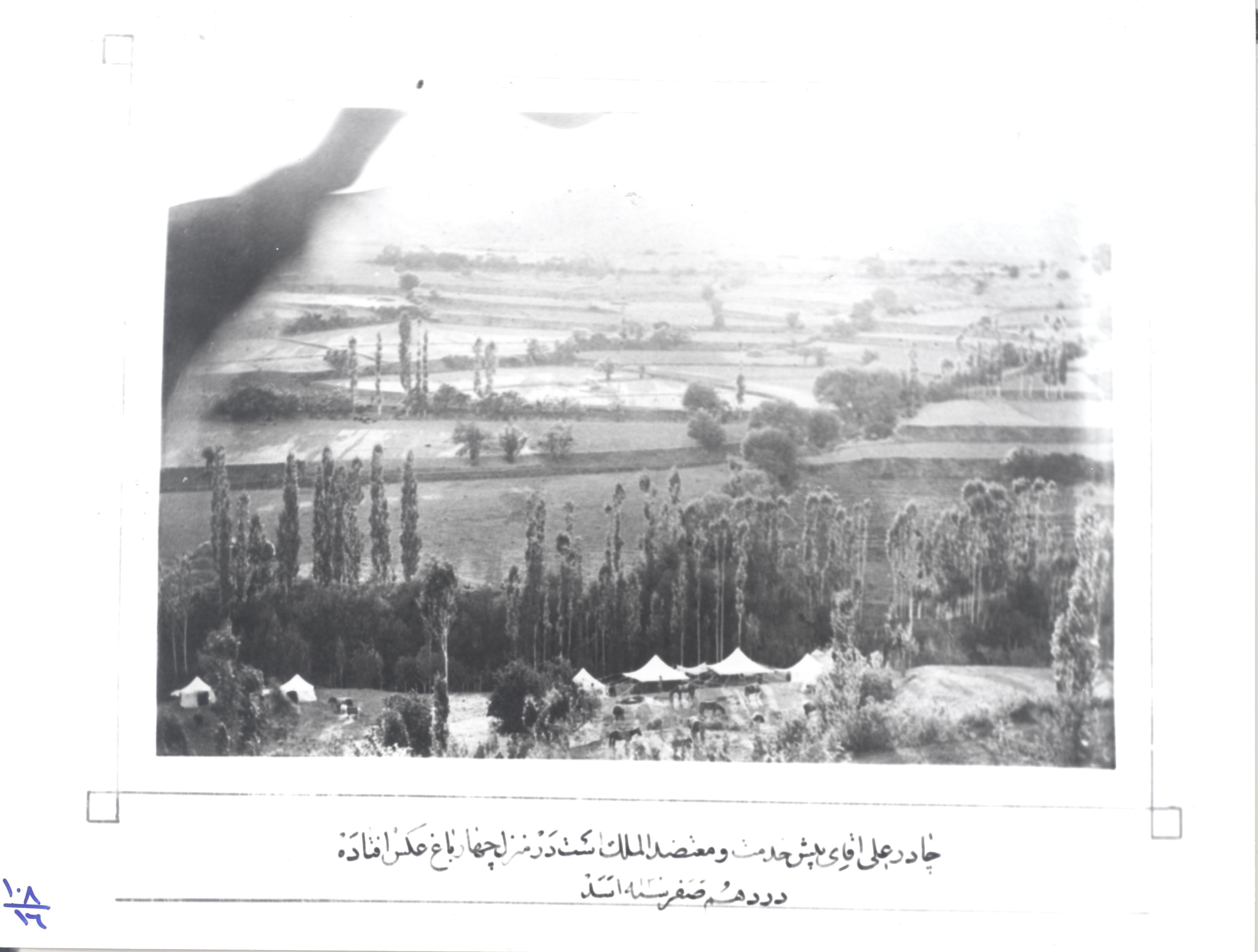
اردوی ناصرالدین‌شاه در چهارباغ در سال ۱۲۷۲ خورشیدی
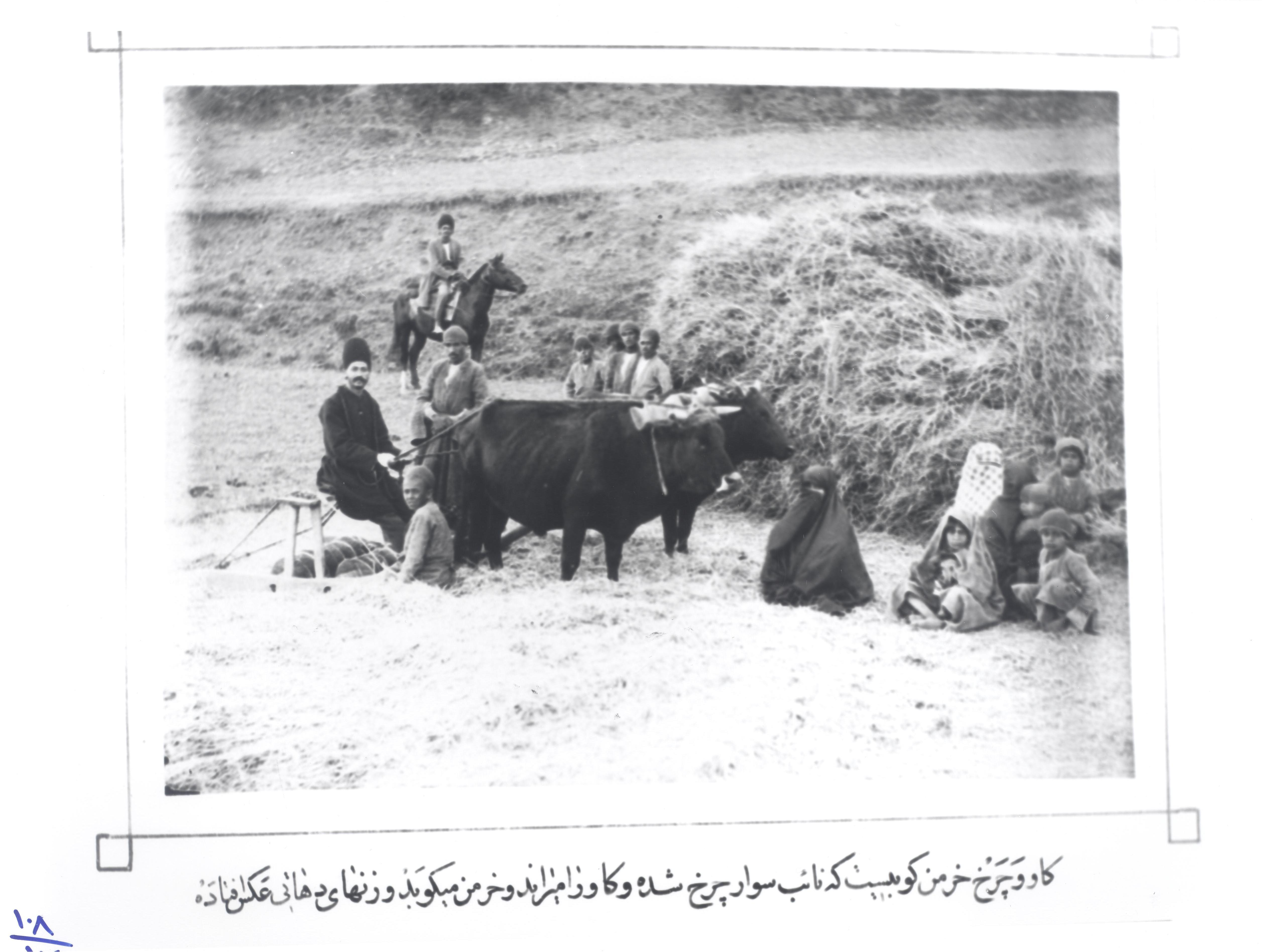
اهالی چهارباغ در سال ۱۲۷۲ خورشیدی
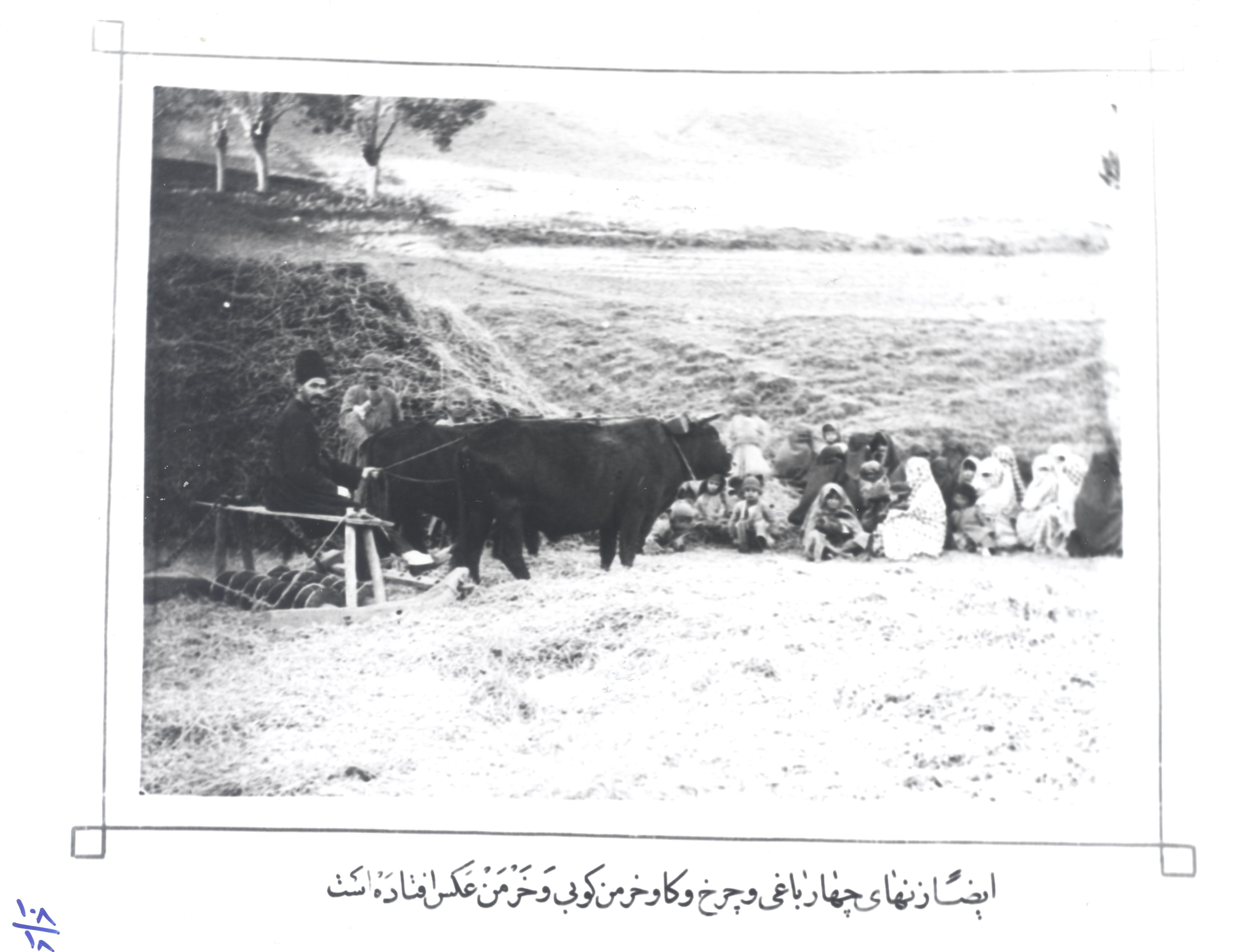
اهالی چهارباغ در سال ۱۲۷۲ خورشیدی
پاییز چهارباغ لواسان بزرگ - ۱۹ آبان ۱۳۹۱
درخت توت ۲۰۰ ساله چهارباغ واقع در اراضی کلبه‌دره - پاییز چهارباغ لواسان بزرگ - ۱۹ آبان ۱۳۹۱
پاییز چهارباغ لواسان بزرگ - ۱۹ آبان ۱۳۹۱
پاییز چهارباغ لواسان بزرگ - ۱۹ آبان ۱۳۹۱
پاییز چهارباغ لواسان بزرگ - ۱۹ آبان ۱۳۹۱
چهارباغ لواسان بزرگ - تابستان ۱۳۸۷
چهارباغ لواسان بزرگ - تابستان ۱۳۸۷
آلبالوی چهارباغ لواسان بزرگ - تابستان ۱۳۸۷
چهارباغ لواسان بزرگ - تابستان ۱۳۸۸
ضریح امامزادگان فضل و فاضل چهارباغ لواسان بزرگ - خرداد ۱۳۹۲
سنگ ضریح امامزادگان فضل و فاضل چهارباغ لواسان بزرگ - خرداد ۱۳۹۲
صحن ضریح امامزادگان فضل و فاضل چهارباغ لواسان بزرگ - خرداد ۱۳۹۲
صحن ضریح امامزادگان فضل و فاضل چهارباغ لواسان بزرگ - خرداد ۱۳۹۲